# 八义集站
八义集站是一个陇海线上的铁路车站，位于江苏省邳州市八义集乡，建于1922年，目前为四等站，邮政编码为221361。目前客运：办理旅客乘降；行李、包裹托运；货运：办理整车货物发到；不办理整车爆炸品及整车一级氧化剂发到。